# Henrik Svarrer
Henrik Svarrer (Esbjerg, 22 de junio de 1964) es un deportista danés que compitió en bádminton, en las modalidades de dobles y dobles mixto.
Ganó cinco medallas en el Campeonato Europeo de Bádminton entre los años 1988 y 1996. Participó en dos Juegos Olímpicos de Verano, en los años 1992 y 1996, ocupando el quinto lugar en Barcelona 1992, en la prueba de dobles.

## Palmarés internacional
| Campeonato Europeo | Campeonato Europeo       | Campeonato Europeo | Campeonato Europeo |
| Año                | Lugar                    | Medalla            | Prueba             |
| ------------------ | ------------------------ | ------------------ | ------------------ |
| 1988               | Kristiansand (Noruega)   | Medalla de bronce  | Dobles mixto       |
| 1990               | Moscú (URSS)             | Medalla de oro     | Dobles             |
| 1992               | Glasgow (Reino Unido)    | Medalla de plata   | Dobles             |
| 1994               | Den Bosch (Países Bajos) | Medalla de bronce  | Dobles             |
| 1996               | Herning (Dinamarca)      | Medalla de plata   | Dobles             |